# 风物诗
在日本，风物诗（日语：／ fūbutsushi）指的是在季节中具代表性、能让人联想到这个季节的事物。一个季节的风物诗往往与这个季节中人们的习俗与生活密切相关，可以是自然现象、文化活动、感官体验、生物、时令商品，等等与这个季节有关的一切，这也是风物诗与俳句中季語的不同之处，与之相比风物诗并不局限于自古以来划定的数个传统词汇，更能反映出当下社会中人们的生活实际与对季节最为深切的印象从何而来。除了季节之间的区别外，风物诗的概念对各个地域而言也不尽相同，大到节日，在日本全国都可称作当季风物诗；小到地方上的节令活动：比如乡里的廟會或祭典，虽然对其它地方而言可能并无关联，但在当地却是重要的季节之象征。此外，在日语语境中，风物诗的概念还可以应用至世界各地的四季风情。
- 情人节——2月[8]
- 佛誕——4月[9]
- 防灾之日（日语：防災の日）（关东大地震纪念日）——9月[10]
- 大扫除（日语：掃除）——12月[11]

- 蒲公英——春[12]
- 雨蛙——夏[13]
- 栗子——秋[14]
- 雾凇——冬[15]

- 樱
- 花火
- 红叶
- 新年初阳

在日語維基百科默认的首页中，亦设置了名为“风物诗”的板块，主要展示与季节有关的条目与获选图片，从每月的风物诗条目池中每日抽选条目，生成模板进行更新。在各语言维基百科中，它是少有的以“季节”为标准的首页条目推送方式。

## 风物诗与日语维基百科

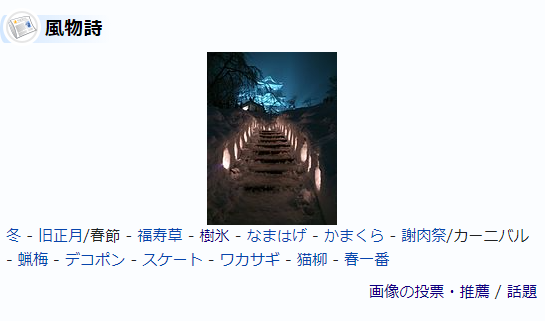
日语维基百科首页的“风物诗”板块

2003年12月8日，一位IP用户在日语维基百科首页的讨论中首次提出在首页“最近发生的事”（最近の出来事）中加入季节有关的条目。
翌日，另一位IP不同的IP用户在“关注条目”栏（注目の記事，位于首页顶部，包含“今天是...”、“最近发生的事”等几个板块）中加入了季节和相关信息，并标注了南北半球的不同季节，效果如下。
|                                        |
| [ 注 3 ]                               |
| -{今日は何の日: 夏目漱石没}-（1916年） |

|  | [ 注 4 ]          |
|  | [ 注 5 ] [ 注 6 ] |

|    | -{賛成します。Araisyohei 14:18 2003年12月8日 (UTC) }- |
| —— |                                                       |

|  |  |  |

|  | 今日は: 2004年2月6日: 暦上の季節:春 - 受験シーズン - もうすぐバレンタインデー Araisyohei |

|  | 今日は: 2004年2月6日: 季節:冬 - 受験シーズン - もうすぐバレンタインデー 暦: 土曜日 - 大安 - 節季:春 - 雨水まであと12日 Sampo 季節はあくまで冬ですから |

|  | 2004年2月19日: 季節:冬 - 受験シーズン - もうすぐ雛祭り Nnh もうすぐ雛祭り（花粉症を入れたいのですが、どこに入れれば良いでしょうか） |